# Arnošt Opavský
Arnošt Opavský (asi 1415–1464) byl synem Přemysla I. Opavského a Kateřiny z Minstrberka a společně s bratry byl v letech 1433 až 1452 opavsko-ratibořským knížetem. Samostatným knížetem opavským a minsterberským byl v letech 1452 až 1456 (formálně s bratrem Přemyslem II. a dcerami Viléma I.).
Po otcově smrti v roce 1433 se ocitl pod vlivem starších bratří Václava II., Mikuláše IV. a Viléma. Arnošt byl dost rozporuplná postava a stále se topil v dluzích. V roce 1437 po smrti sestry Anežky získal Bílovec a Fulnek, které rychle prodal.
Smrt Viléma I. v roce 1452 udělala z Arnošta hlavu rodu opavských Přemyslovců a poručníka Vilémových dětí (Bedřicha, Václav III., Přemysl III. a Kateřiny a Anny). Roku 1456 prodal dědické nároky na minsterberské knížectví Jiřímu z Poděbrad. Bez ohledu na synovce zastavil opolskému knížeti Boleslavovi V. společně s bratrem Přemyslem II. Opavu s přilehlými usedlostmi za 28 000 zlatých. Žádný z opavských Přemyslovců už Opavsko nevykoupil. V roce 1464 Arnošt s bratrem a synovci rezignoval na znovuzískání Opavy a přenechal všechna práva Jiřímu z Poděbrad.
Arnošt zemřel roku 1464, neoženil se a nezanechal potomky.